# ديفيد تينيرز الأصغر
ديفيد تينيرز الأصغر أو ديفيد تينيرز الثاني (عُمّد في 15 ديسمبر 1610- توفي 25 أبريل 1690) رسام باروكي فلمنكي وطبّاع ورسام معماري ورسام منمنمات ورسام تزييني وناسخ وأمين متحف. كان فنانًا شاملًا متعدد المواهب ومعروفًا بإنتاجه الغزير ومبتكرًا في العديد من الأساليب الفنية كالرسم التاريخي والشعبي ورسم المناظر الطبيعية والبورتريه والطبيعة الصامتة. يعرف اليوم بكونه الرسام النوعي الفلمنكي الرائد في عصره. اشتهر بشكل خاص بتطويره لأسلوب الرسم الريفي والصحبة الرائعة وصور لمجموعات ومشاهد تجسد الكيميائيين والأطباء.
كان رسام البلاط والمشرف على مجموعة الأرشيدوق ليوبولد فيلهيلم، الحاكم العام لهابسبورغ هولندا المحب للفن، وأنشأ فهرسًا مطبوعًا للمجموعة الخاصة بالأرشيدوق. أسس أكاديمية أنتويرب حيث تدرّب الفنانون الشباب على الرسم والنحت أملًا في إعادة إحياء الفن الفلمنكي بعد انحداره نتيجة وفاة الفنانين الفلمنكيين البارزين روبينز وأنتوني فان ديك في بداية الأربعينيات من القرن السابع عشر. ألهم الجيل التالي من الرسامين الشعبيين الشماليين وكذلك رسامي الروكوكو الفرنسيين مثل أنطوان واتو.

## حياته

### النشأة في أنتويرب
ولد ديفيد تينيرز الأصغر في أنتويرب لوالده ديفيد تينيرز الأكبر ووالدته ديمفنا دو وايلد. رسم والده العديد من لوحات المذابح واللوحات المصغرة. عُمّد ديفيد في كنيسة سانت جيمس في الخامس عشر من ديسمبر عام 1610. عمل ثلاثة من أخوته في الرسم: جوليان الثالث (1679-1616) وتيودور (1697-1619) وأبراهام (1670-1629). تعتبر أعمال أخويه الأكبر سنًا غير معروفة عمليًا، أما أعمال أخيه الأصغر أبراهام فكانت قريبة جدًا من أعماله.
درس ديفيد الأصغر منذ عام 1626 تحت إشراف والده وكان مساعدًا له في مهنته، فأنشأ الاثنان معًا سلسلة من 12 لوحة تروي قصص من ملحمة توركاتو تاسو جيروساليم لبيراتا (موسيو ديل برادو، مدريد). عانى والده باستمرار من أزمات مادية، وأودت به ديونه في كثير من الأحيان إلى السجن. اضطر ديفيد الأصغر إلى عمل نسخ من لوحات أصلية لكبار الفنانين السابقين لإعالة العائلة. سُجّل في نقابة أنتويرب للقديس لوقا تحت اسم «فييميستير» (أي بمعنى ابن السيد) ما بين عامي (1633-1632).
سُجّل اسم ديفيد تينيرز في سجلات أنتويرب لحصوله على جواز سفر في عام 1635 بهدف زيارة باريس. من المحتمل أنه سافر أيضًا إلى إنجلترا في 29 ديسمبر من عام 1635 أي في نفس العام الذي وقع فيه عقدًا في دوفر مع الوسيط الفني في أنتويرب كريسوستوموس فان إميرسيل ثم استقر بعد ذلك في إنجلترا.
تلقى روبنز في عام 1636 عمولة من الملك الإسباني فيليب الرابع لإنشاء سلسلة من الرسومات الميثولوجية لتزيين «توري دو لا برادا» وهو كوخ صيد للملك بالقرب من مدريد. استوحيت المشاهد الأسطورية المصورة في هذه السلسلة إلى حد كبير من قصيدة «تحولات أوفيد». أدرك روبنز قيمة هذه المهمة وعمل على إنجازها بمساعدة عدد كبير من رسامي أنتويرب مثل جاكوب جوردينز وكورنيلس دي فاس وجان كوسييرز وبيتر سنايرز وتوماس ويليبوارتس بوكورست وتيودور فان تولدين وجان بوكورست وبيتر سيمونز وجاكوب بيتر غوي وغيرهم من الفنانين الذين عملوا على نموذج روبينز. دعي تينيرز أيضًا للمشاركة في هذا المشروع ونفذ لوحة على غرار تصميم روبنز وتعتبر هذا اللوحة اليوم مفقودة.
تزوج تينيرز من عائلة الفنانين الشهيرة بروغل فأصبحت آنا بروغل ابنة يان بروغل الأكبر زوجته في 22 يوليو من عام 1637. كان روبينز الذي تولى العناية بآنا بروغل بعد وفاة والدها شاهدًا على هذا الزفاف. تمكن تينيرز بزواجه هذا من بناء علاقة وثيقة مع روبينز الذي كان صديقًا جيدًا وداعمًا مستمرًا لوالد آنا. الدليل على ذلك أنه في معمودية «تينيرز الثالث» المولود الأول للزوجين من أصل سبعة أولاد، أصبحت الزوجة الثانية لروبينز «هيلين فورمنت» الأم العرابة له. في هذه الفترة بدأ تينيرز باكتساب سمعة كفنان وتلقى عددًا من العمولات مقابل تنفيذ عدة أعمال. أوكلت إليه نقابة سانت جورج (نقابة أودي فويتبوغ) وهي ميليشيا محلية في أنتويرب، رسم بورتريه جماعي في عام 1643 (متحف هيرميتاج). كان تينيرز عميدًا لنقابة أنتويرب للقديس لوقا ما بين عامي (1645-1644). عندما أصبح أرشيدوق النمسا ليوبولد فيلهيلم حاكمًا عامًا لجنوب هولندا في عام 1647 سرعان ما شكل حماية هامة لتينيرز. يعود أصل النجاح إلى رأس عائلة الفنان، فادعى تينيرز أن جده جوليان تينيرز الذي انتقل من آث (تقع اليوم في مقاطعة والون في هينوت) إلى أنتويرب في القرن السادس عشر كان من عائلة اختيرت لتحمل شعار النبالة. بدأ تينيرز في استخدام شعار النبالة هذا المكون من دب جاثم على حقل من الذهب محاط بثلاثة من جوز البلوط الأخضر. أبلغ أخ زوجته جان بابتيست بوريكنز عنه فمُنع تينيرز من استخدام شعار النبالة بعد ذلك.

### رسام البلاط في بروكسل
انتقل تينيرز نحو عام 1650 إلى بروكسل ليدخل رسميًا في خدمة الأرشيدوق بصفته «رسام البلاط». كلفه الأرشيدوق برعاية المعرض الفني الذي أقامه في قصره في بروكسل. أصبح تينيرز بتوليه هذا المنصب خليفة لرسام أنتويرب «جان فان دين هويكي» الذي عمل سابقًا في خدمة أرشيدوق فيينا. كان الاهتمام بالمجموعة الفنية الدوقية والعمل على توسيعها إحدى أهم المسؤوليات ضمن منصبه الذي تسلمه. جمع تينيرز مجموعة من أعماله مع مجموعة أخرى اختارها تضم أعمال فنانين آخرين لتكون ضمن المعرض. شارك تينيرز في شراء عدد كبير من القطع الفنية الإيطالية وخصوصًا من البندقية من المجموعة المصادرة لملك إنجلترا تشارلز الأول وحلفائه اليعقوبيين. كان واحدًا من أهم نجاحاته اقتنائه الجزء الأكبر (نحو 400 لوحة) من مجموعة كان يملكها جيمس هاملتن، دوق هاملتن الأول الذي كان صديقًا مقربًا ومفضلًا للملك الإنجليزي والذي أعدم مثله في عام 1649. أرسل كوند دو فوينسالدانا الذي حل كقائم مقام عن ليوبولد فيلهيلم في جنوب هولندا تينيرز إلى إنجلترا في عام 1651 لشراء لوحات من بيمبروك وقطعًا فنية أخرى. توسعت المجموعة الفنية التي يملكها الأرشيدوق لتشمل نحو 1300 عمل فني يعود معظمها إلى فنانين إيطاليين بارزين مثل رافائيل وجورجيون وفيرونيزي وتيتيان (15 عمل له وحده)، بالإضافة إلى فنانين مشهورين من الشمال مثل هانز هولبين الأصغر وبيتر بروغيل الأكبر وجان فان إيك. أصبحت المجموعة أساس ونواة المجموعات الأخرى في متحف الفن التاريخي في فيينا.
روج الأرشيدوق لفن تينيرز من خلال منح أعماله الفنية للحكام الأوروبيين الآخرين كهدايا. فأصبح العديد من هؤلاء الحكام رعاة للفنان نتيجة لذلك. فكان كل من أسقف غينت أنطونيوس تريست والأمير فريدريك هيندريك من أورانج وملك إسبانيا فيليب الرابع من بين الرعاة لفنه. يبدو أن ملك فرنسا لويس الرابع عشر لم يحب أعمال تينيرز وتقول إحدى الروايات أنه عندما أهدي الملك الفرنسي لوحة من أعمال تينيرز تمثل مشهدًا ريفيًا، طلب الملك «بحق القردة» أن تزال هذه اللوحة من مجال بصره بأسرع وقت.